# Hóa đơn nguyên vật liệu phần mềm
Hóa đơn nguyên vật liệu phần mềm (BOM phần mềm) là danh sách các thành phần trong một phần mềm.  Các nhà cung cấp phần mềm thường tạo ra các sản phẩm bằng cách lắp ráp các thành phần phần mềm thương mại và nguồn mở.  BOM phần mềm mô tả các thành phần trong sản phẩm.  Nó tương tự như một danh sách các thành phần trên bao bì thực phẩm.
Khái niệm về BOM được thiết lập tốt trong sản xuất truyền thống như là một phần của quản lý chuỗi cung ứng.  Một nhà sản xuất sử dụng BOM để theo dõi các bộ phận mà nó sử dụng để tạo ra một sản phẩm.  Nếu sau đó các lỗi được tìm thấy trong một phần cụ thể, BOM giúp dễ dàng xác định vị trí các sản phẩm bị ảnh hưởng.
BOM phần mềm hữu ích cho cả người xây dựng (nhà sản xuất) và người mua (khách hàng) của một sản phẩm phần mềm.  Các nhà xây dựng thường tận dụng các thành phần phần mềm nguồn mở và bên thứ ba có sẵn để tạo ra một sản phẩm; BOM phần mềm cho phép người xây dựng đảm bảo các thành phần đó được cập nhật và phản ứng nhanh với các lỗ hổng mới.  Người mua có thể sử dụng BOM phần mềm để thực hiện phân tích lỗ hổng hoặc giấy phép, cả hai đều có thể được sử dụng để đánh giá rủi ro trong một sản phẩm.  Nhiều công ty đang sử dụng Microsoft Excel  để quản lý BOM hoặc phần mềm BOM của họ.  Hiệu quả trước năm 2010 trước khi các công cụ trực tuyến hợp lý hóa quy trình, có những rủi ro và vấn đề bổ sung khi sử dụng bảng tính.
Hiểu được chuỗi cung ứng của phần mềm, có được BOM phần mềm và sử dụng nó để phân tích các lỗ hổng đã biết là rất quan trọng trong việc quản lý rủi ro.
Đạo luật minh bạch và quản lý chuỗi cung ứng điện tử năm 2014  đang chờ xử lý       cơ quan lập pháp của Hoa Kỳ yêu cầu các cơ quan chính phủ phải có BOM phần mềm cho bất kỳ sản phẩm mới nào họ mua.  Nó cũng yêu cầu có được các BOM phần mềm cho "mọi phần mềm, chương trình cơ sở hoặc sản phẩm được Chính phủ Hoa Kỳ sử dụng".